# Stevie Young
Stephen Crawford Young (Glasgow, 11 de dezembro de 1956) é um guitarrista escocês da banda de hard rock AC/DC, tendo entrado no lugar do seu tio Malcolm Young, que deixou o grupo por problemas de saúde.
Ele é também sobrinho do outro guitarrista da banda, Angus Young; do produtor George Young, que já trabalhou com o grupo; e do músico Alexander Young, morto em 1997. Seu pai é Stephen Young, o mais velho dos irmãos.
Sua história com o AC/DC vem dos anos 1960, quando ele estudava na mesma escola que Angus e Malcolm e eles tocavam guitarra juntos. Durante a turnê estadunidense de 1988 do álbum Blow Up Your Video, que começou em 3 de maio daquele ano, Stevie substituiu Malcolm na guitarra para que o tio pudesse tratar de sua dependência do álcool. Muitos fãs sequer perceberam que não era Malcolm que estava tocando, dada a semelhança física entre os dois.
Em 1980, a banda de Stevie, Starfighters, fez os shows de abertura da turnê "Back in Black" do AC/DC no Reino Unido.
Em julho de 2014, o vocalista Brian Johnson confirmou que Stevie gravou as guitarras do então futuro álbum da banda, Rock or Bust, no lugar de Malcolm. Em setembro do mesmo ano, foi anunciado que ele substituiria o tio permanentemente. Em uma entrevista à Rolling Stone, Brian revelou que Angus já havia contatado Stevie ainda em janeiro de 2014.